# محوطه ماف محله
محوطه ماف محله در شهرستان رضوانشهر، بخش پره سر، روستای رینه ماف محله واقع شده و این اثر در تاریخ ۲۷ بهمن ۱۳۸۲ با شمارهٔ ثبت ۱۰۹۴۰ به‌عنوان یکی از آثار ملی ایران به ثبت رسیده است.